# وسمية تخرج من البحر
وسمية تخرج من البحر رواية للكاتبة الكويتية ليلى العثمان. أصدرت النشرة الأولى سنة 1986 وتحوّلت إلى فيلم تلفزيونيّ ناجح بعد عشر سنوات من إصدارها 1996، وصنّفت من أفضل مائة رواية في القرن العشرين. الكاتبة معروفة بانحيازها للمرأة بشكل واضح في كتاباتها، وذلك نبع من ظلم المجتمع للمرأة آنذاك. كتاباتها كانت سببًا في سجنها.

## نبذة عن أحداث الرواية
تتحدّث الرواية عن قصة حب بريء، جمع بين وسميّة بنت الحسب والنسب وعبد الله بن مريومة، في إحدى القرى الساحليّة الكويتيّة. بدأت قصّة الحبّ هذه من طفولتهما، ولكن عند بلوغ وسميّة قامت بارتداء الحجاب ومنعت من رؤية حبيبها عبد الله. إتّخذا القرار بأن يتقابلا لمرّة واحدة على شاطئ البحر صباحا، حيث يكون الشاطئ خاليا من الناس، وبينما هما جالسان يتبادلان أطراف الحديث مرّ رجل من الشرطة بجانب الشاطئ فحلّ الذعر في قلب وسميّة، فقامت واختبأت في البحر لكي لا يتمّ قتلها هي وحبيبها عبد الله، ولم تخرج وسميّة من البحر منذ ذلك اليوم، فقد اختطفت أمواج البحر جثّتها.

## تحليل الرواية
رواية «وسميّة تخرج من البحر» رواية واقعيّة اجتماعيّة ونقديّة للعادات والتقاليد الكويتيّة، التي تظهرها الكاتبة بأنّها صارمة على المرأة. الرواية تدعو بالحداثة والتّحديث بعد قضيّة النفط، إلا أنّ التقدّم حصل في الناحية الاقتصاديّة فقط، ولم يطرأ أيّ تغيير على سلوك البشر نحو المرأة وأهميّتها ومكانتها في المجتمع. الروائيّة تعرض من خلال هذه الرواية حياة المجتمع الذكوريّة، إذ يسمح للرجل بالكثير من الأمور والمرأة لا، أنّ المرأة هي عدوة نفسها فهي تربّي أبناءها على هذا النمط التقليديّ، حيث البحر كان للرجال فقط، فهو مكان مفتوح وواسع يرمز للحريّة التي يتمتّع فيها الرجل. أمّا المرأة مكانها البيت، فالبيت هو مساحة مغلقة ترمز لعدم الحريّة التي تعيشها المرأة.
الروائيّة تعرض الواقع بشفافيّة دون نفاق وخوف، فقد أحبت وسميّة ابنة التاجر عبد الله، ابن الدّلالة الذي لا يناسب طبقتها الاجتماعيّة كما هو متّبع، فإنّ الطبقيّة تفرض عليها الزواج من شخص من طبقتها الاجتماعيّة والاقتصاديّة، رفض المجتمع لهذا الحبّ جعل عبد الله يعيش الحسرة والالم على محبوبته المفقودة.
تستخدم الراوية الذكر لتبيّن ما تعاني منه المرأة وما يعانيه الرجل من هذه القيود التي سبّبت خسارة حبيبته.

## نقد الرواية
كتابات ليلى العثمان معروفة بالجرأة في اللغة وفي عرض الأحداث والمواقف، والتشدّد مع المرأة ضد الرجل، لهذا بعض كتاباتها  منعت لجرأتها وإساءتها لبعض القيم في المجتمع الكويتي. في روايتها «وسميّة تخرج من البحر»  عرضت قصّة الحب بين وسميّة وعبد الله الغير مقبولة حسب القيم الكويتيّة. الرواية فيها ذكر للدين، فالفتاة الصغيرة قامت بارتداء الحجاب كما هو مفروض بحسب التقاليد، وما هو متّبع أنّها لا تستطيع الخروج من المنزل كونها وصلت سن البلوغ. العادات والتقاليد الكويتيّة التي كانت سائدة آنذاك، جعلت وسميّة التي لم تقترف ذنبًا سوى مقابلة رفيق وحبيب الطفولة على الشاطئ، ترمي بنفسها في البحر حتى لا يراها الشرطيّ الذي مرّ من هناك. فهذا نقد لاذع للمجتمع وعاداته. طريقة كتابة الرواية وعرض الكاتبة للمواقف والأفكار قاسية ونابع من عدم تقبّل لمعاناة المرأة في مجتمع ذكوري متسلّط ومستبدّ.